# Бота, Кинга
Ки́нга Бо́та (венг. Kinga Bóta; 22 августа 1977, Будапешт) — венгерская гребчиха-байдарочница, выступала за сборную Венгрии в конце 1990-х — середине 2000-х годов. Серебряная призёрша летних Олимпийских игр в Афинах, одиннадцатикратная чемпионка мира, восьмикратная чемпионка Европы, победительница многих регат национального и международного значения.

## Биография
Кинга Бота родилась 22 августа 1977 года в Будапеште. Активно заниматься греблей начала с раннего детства, проходила подготовку в столичном спортивном клубе Tiszaújváros Vízisport Egyesület.
Первого серьёзного успеха на взрослом международном уровне добилась в 1997 году, когда попала в основной состав венгерской национальной сборной и побывала на возобновлённом чемпионате Европы в болгарском Пловдиве, откуда привезла награду бронзового достоинства, выигранную в зачёте одиночных байдарок на дистанции 1000 метров. Два года спустя впервые стала чемпионкой европейского первенства и дебютировала на мировом первенстве — на соревнованиях в Милане взяла бронзу в двойках на тысяче метрах.
В 2001 году на чемпионате мира в польской Познани Бота одержала победу во всех трёх дисциплинах, в которых принимала участие: в двойках на пятистах метрах, а также в четвёрках на пятистах и тысяче метрах. В следующем сезоне на мировом первенстве в испанской Севилье четырежды поднималась на верхнюю ступень пьедестала почёта — среди байдарок-двоек выиграла километровую и полукилометровую гонки, тогда как в четвёрках была лучшей на двухстах и пятистах метрах. Ещё через год на аналогичных соревнованиях в американском Гейнсвилле добавила в послужной список три золотые медали, полученные в двойках на пятистах метрах, в четвёрках на двухстах и пятистах метрах.
Благодаря череде удачных выступлений удостоилась права защищать честь страны на летних Олимпийских играх 2004 года в Афинах — в составе четырёхместного экипажа, куда также вошли гребчихи Каталин Ковач, Сильвия Сабо и Эржебет Вишки, завоевала на дистанции 500 метров серебряную медаль, проиграв на финише только экипажу из Германии.
После афинской Олимпиады Кинга Бота ещё в течение некоторого времени оставалась в основном составе гребной команды Венгрии и продолжала принимать участие в крупнейших международных регатах. Так, в 2005 году она выступила на чемпионате мира в Загребе, где в четвёрках взяла бронзу на пятистах метрах и золото на тысяче, став таким образом одиннадцатикратной чемпионкой мира. Вскоре по окончании этих соревнований приняла решение завершить карьеру профессиональной спортсменки, уступив место в сборной молодым венгерским гребчихам.